# Centro Cultural Telmex
El Centro Cultural es un complejo teatral de la Ciudad de México, que alberga dos escenarios teatrales así como una plaza comercial en su planta baja. El inmueble se encuentra ubicado en Avenida Cuauhtémoc # 19, esquina con Avenida Chapultepec, en la Colonia Roma, Alcaldía Cuauhtémoc.
El Centro Cultural se ubica en el predio donde anteriormente existió otro complejo teatral llamado Televiteatros, destruido durante el terremoto del 19 de septiembre de 1985. A finales de 1994 inició la construcción del complejo actual el cual fue inaugurado en 1996 bajo el nombre de Teatros Alameda, en enero de 2000 y hasta enero de 2014 fue patrocinado por la compañía telefónica Telmex, por lo cual los teatros se llamaron Centro Cultural Telmex
El complejo teatral fue operado por Ocesa Teatro desde finales de 1999 hasta octubre de 2013, cuando la empresa terminó su contrato de operación. Actualmente los dos teatros son operados por Alejandro Gou.
A partir del 4 de enero de 2014 Telmex dejó de auspiciar el recinto teatral y este cambia su nombre a Centro Cultural. En 2019 cambia oficialmente el nombre a Centro Cultural Plaza Cuauhtemoc.

## Historia
En 1983 se inauguró un complejo teatral con dos escenarios llamados Televiteatros, operados bajo el auspicio de Televisa con el objetivo de brindar mayores fuentes de empleo a los empleados de aquella compañía. Rápidamente se posicionaron como una nueva casa para el teatro musical mexicano. En los antiguos Televiteatros se presentaron obras musicales como Mame, con Silvia Pinal, José el Soñador, producida y actuada por la cantante Julissa, Vaselina, de la misma productora y esterlarizada por el grupo musical Timbiriche y Títere, producida y actuada por Roberto Gómez Bolaños Chespirito. Entre algunas obras más que se presentaron durante los poco más de dos años de operación del teatro.
Los Televiteatros dejaron de existir cuando el terremoto del 19 de septiembre de 1985 los redujo a escombros. El inmueble permaneció en ruinas hasta que en noviembre de 1993 inició la construcción de lo que entonces era el proyecto de Plaza Cuauhtémoc. El proyecto original contemplaba la creación de un teatro, un centro de espectáculos, más de 5,179 m² de construcción así como 20,116 m² de estacionamiento en cuatro niveles. El proyecto original fue propiedad de Pedro Ramírez Campuzano, con Televisa a cargo de la operación de los escenarios. 
La idea de que el segundo escenario se convirtiera en un centro nocturno fue abandonada a poco tiempo de iniciada su construcción, en favor del actual teatro 2. La fecha original de apertura de los teatros fue marzo de 1995. La apertura sufrió diversos retrasos, desde la devaluación del peso mexicano, hasta atrasos en la construcción. Finalmente, en mayo de 1996, se anunció que ambos teatros abrirían en septiembre de ese mismo año, con la grabación de una emisión del programa Siempre en Domingo de Raúl Velasco. En esa misma fecha se anunció que su nombre sería Teatros Alameda. 
Finalmente, el 26 de septiembre de 1996, con la grabación de un programa de televisión se inauguró el Teatro Alameda 1. El complejo teatral fue operado en sus inicios por la productora teatral Tina Galindo en su carácter de directora de Televiteatros, una filial de Televisa dedicada al espectáculo escénico. Durante sus primeros años, el Teatro Alameda 1 albergó conciertos de cantantes como Cristian Castro, Daniela Romo, Lupita D'Alessio, Benny Ibarra y Paulina Rubio. 
En septiembre de 1998 fue inaugurado el Teatro 2, con una reposición del espectáculo musical Forever Tango, el cual se había presentado en julio de ese mismo año en el Teatro 1. 
En mayo de 1999, Operadora de Centros de Espectáculo OCESA, a través de su división OCESA Teatro, dirigida por Federico González Compéan y Morris Gilbert, se convirtieron en los nuevos operadores de los Teatros Alameda, haciéndolos de inmediato el centro principal de operaciones de la compañía teatral y cambiando su estrategia. Ambos teatros presentarían en su mayoría producciones musicales de gran tamaño. Las primeras producciones de la división serían Rent en el Teatro 2 que inició temporada en junio de 1999 y El Fantasma de la Ópera en el Teatro 1 que inició funciones en diciembre de 1999. 
El 14 de abril de 2000, el inmueble adoptó oficialmente el nombre de Centro Cultural Telmex, durante la operación de los teatros por parte de OCESA, el complejo se convirtió en la casa de los más grandes musicales de todos los tiempos. La compañía dejó de operar los teatros en octubre y noviembre, respectivamente, siendo los ensayos de Wicked, el musical y la presentación de SOAP, el show los últimos shows presentados en el mismo. 
En noviembre de 2013, los productores teatrales Alejandro Gou y Gerardo Quiroz anunciaron el acuerdo por el cual se convirtieron en nuevos operadores del Teatro 1 y del Teatro 2 respectivamente, anunciando además una modificación en el estilo de programación de los teatros hacia shows de temporadas cortas y de gran variedad. 
El 4 de enero de 2014 fue el último día que el complejo operó bajo el nombre de Centro Cultural Telmex. Desde ese día y hasta que se anuncie un nuevo producto serán conocidos simplemente como Centro Cultural.

## Datos Técnicos
Teatro 1
- Inaugurado el 28 de septiembre de 1996[2]
- Capacidad: 2,251 butacas, divididas en dos niveles y cuatro secciones.
- Escenario con bocaescena de 16 metros de ancho, 9 metros de altura y 14 metros de fondo.
- 10 camerinos con capacidad para hasta 100 artistas.

Teatro 2
- Inaugurado el 22 de septiembre de 1998[3]
- Capacidad de 1,190 butacas, divididas en dos secciones.

asimismo el complejo teatral cuenta con un pequeño centro comercial en sus instalaciones que también comprende una serie de pequeñas salas de cine y algunos locales de comida rápida y servicios diversos, un restaurante de la cadena McDonald's (junto a la estación del metro Cuauhtémoc de la línea 1), uno de comida oriental frente al mismo McDonalds, otro de KFC y uno más de la cadena vips
el complejo poseía una entrada directa que lo conectaba a la estación del metro, compuesta por un pasillo al aire libre que dejaba ver el interior de las instalaciones del STC Hasta la sección de Comidas de la misma plaza, por razones desconocidas el acceso permanece cerrado a día de hoy

## Producciones notables

### Teatro 1
- El Fantasma de la Ópera (diciembre de 1999 a enero de 2001)
- Jesucristo Súperestrella (marzo a diciembre de 2001)
- El Full Monty (marzo a junio de 2002)
- Los Miserables (noviembre de 2002 a agosto de 2004)
- El Violinista en el Tejado (noviembre de 2004 a marzo de 2006)
- Hoy No Me Puedo Levantar (mayo de 2006 a julio de 2007)
- La Bella y la Bestia (septiembre de 2007 a septiembre de 2008)
- Dulce Caridad (noviembre de 2008 a mayo de 2009)
- Mamma Mia! (julio de 2009 a agosto de 2010)
- La Línea del Coro (noviembre de 2010 a mayo de 2011)
- Peter Pan (julio de 2011 a abril de 2012)
- Mary Poppins (noviembre de 2012 a agosto de 2013)
- Corre por tus viejas (febrero a mayo de 2014)
- Cats (julio a septiembre de 2014)
- Mame (octubre de 2014 a diciembre de 2014)
- Mi Corazón En Teatro (abril de 2015)
- Jesucristo Súperestrella (julio de 2019 a diciembre de 2019)

José el Soñador (Febrero 2022 a abril de 2022

### Teatro 2
- Rent (junio de 1999 a enero de 2000)
- El Hombre de La Mancha (abril de 2000 a agosto de 2001)
- Chicago (octubre de 2001 a septiembre de 2002)
- El Graduado (noviembre de 2003 a febrero de 2004)
- José, el Soñador (abril de 2004 a mayo de 2005)
- Bésame Mucho (julio de 2005 a octubre de 2006)
- Los Productores (diciembre de 2006 a octubre de 2007)
- Emperadores de la Antártida El Musical (noviembre de 2007 a enero de 2008)
- Avenida Q (abril de 2008 a octubre de 2008)
- ¡Qué Plantón! (julio de 2009 a diciembre de 2009)
- Elsa y Fred (mayo de 2010 a agosto de 2010)
- Si Nos Dejan (agosto de 2011 a febrero de 2013)
- El Mundo Dorado del Hombre Casado (abril a mayo de 2013)
- Vaselina (enero a abril de 2014)
- Shrek, el musical (mayo de 2014 - julio de 2014)
- Vaselina (agosto a septiembre de 2014)
- La Era del Rock (octubre de 2014 a abril de 2015)